# یوهانس ۹۳۰۰
سیارک ۹۳۰۰ (به انگلیسی: 9300 Johannes، نامگذاری:1985PS) نه هزار و سیصدمین سیارک کشف شده‌است که در ۱۴ اوت ۱۹۸۵ کشف شد.
قدر مطلق سیارک برابر ۱۴٫۷۰ است.